# Heinrich von Angeli
Heinrich von Angeli (Sopron, 1840. július 8. – Bécs, 1925. október 21.) osztrák festő, aki portréfestészetével vált híressé.

## Életpályája

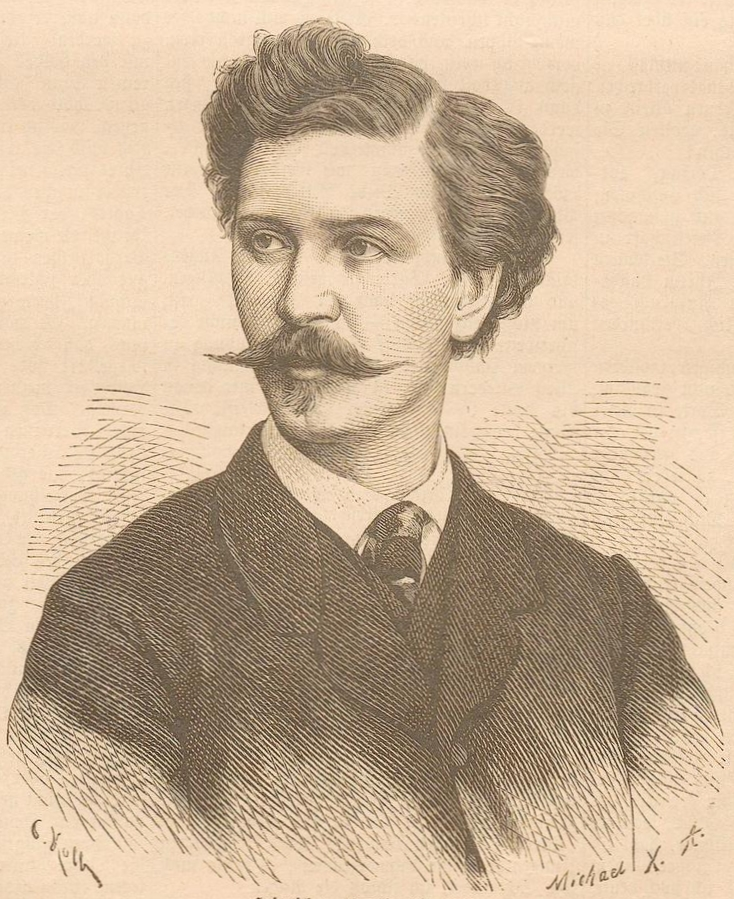
Henrich von Angeli portréja

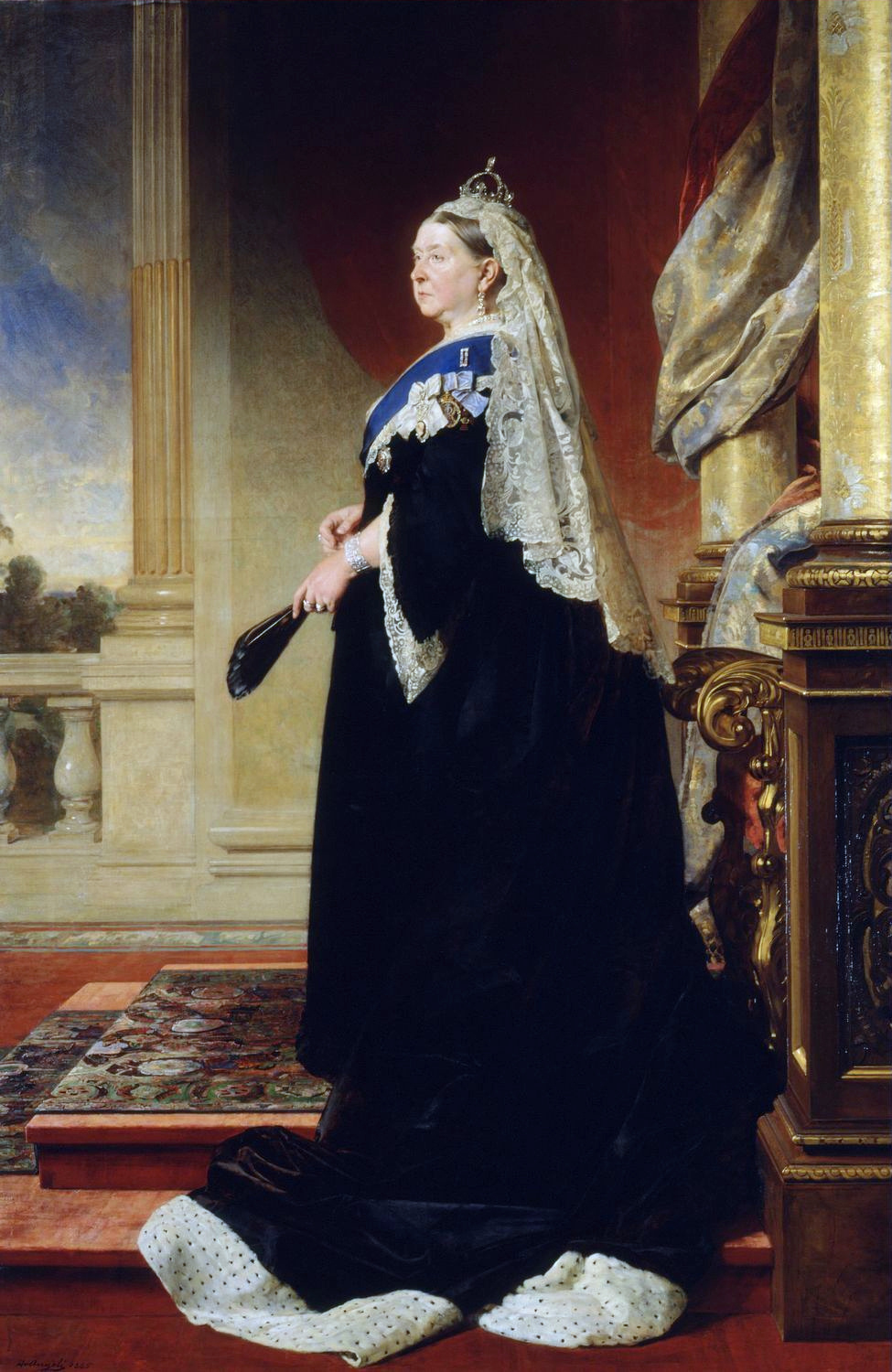
Viktoria királynő, Heinrich von Angeli festménye

A bécsi Képzőművészeti Akadémián végzett tanulmányainak befejezése után, 1856-ban Németországba, Düsseldorfba költözött, ahol a Képzőművészeti Akadémián tanult, majd egy rövid tanulmányt folytatott a müncheni akadémián is. 1858-ban saját stúdiót nyitott.
1862-ben Bécsbe való hazatérése után történelmi festőként, de főképpen arcképfestőként nagy sikert aratott. Európában nagy hírnévre tett szert, főként portréfestőként a nemesség körében. 1880-ban ő festette meg a későbbi császárné, Auguszta Viktória schleswig–holstein-sonderburgi hercegnő portréját is.

## Fordítás
- Ez a szócikk részben vagy egészben  a   Heinrich von Angeli című német Wikipédia-szócikk ezen változatának fordításán alapul.  Az eredeti cikk szerkesztőit annak laptörténete sorolja fel. Ez a jelzés csupán a megfogalmazás eredetét és a szerzői jogokat jelzi, nem szolgál a cikkben szereplő információk forrásmegjelöléseként.